# Icy (canción de Itzy)
«Icy» (estilizado como ICY) es una canción del grupo surcoreano Itzy de su EP debut, titulado It'z Icy. Fue lanzado por JYP Entertainment como el sencillo principal del miniálbum el 28 de julio de 2019.

## Composición
«Icy» fue escrita por J.Y. Park y Penomeco. Fue descrita como una "canción de verano ardiente y enérgica que promueve las pasiones del quinteto por la música". En el concierto de lanzamiento, Itzy describió la canción como una extensión del primer disco sencillo del grupo, It'z Different, compartiendo significados similares, pero con un aire más festivo y optimista. Las letras pre-coro, que consisten en líneas como "Icy but I'm on fire" y "Look at me, I'm not a liar", sirven como guía para el coro dinámico de la canción.

## Recepción de la crítica
Pop Crush incluyó a «Icy» entre sus mejores canciones de la lista de 2019, escribiendo que "es una canción que debería sonar abrumadora en teoría, pero en cambio está perfectamente equilibrada con voces fuertes, creando una pista de baile efervescente que permite a los oyentes confiar y creer en sí mismos".

## Vídeo musical
El vídeo musical de la canción se lanzó a la medianoche del mismo día de su lanzamiento y acumuló 18,1 millones de visitas en 24 horas. El vídeo ocupó el puesto número 7 entre los vídeos musicales más populares de YouTube de 2019 en Corea del Sur, siendo la segunda canción del grupo en ingresar a la lista, dejando a «Dalla Dalla» en segundo lugar. A partir de diciembre de 2019, tiene más de 110 millones de visitas en YouTube.

## Rendimiento comercial
«Icy» debutó en el número 11 del Gaon Digital Chart. Luego alcanzó su punto máximo en el número 10 la segunda semana, dando al grupo su segunda canción entre los diez primeros lugares. «Icy» también debutó en el número 2 del Gaon Download Chart. También alcanzó el número 1 y 7 en las listas de Billboard K-pop Hot 100 y World Digital Song Sales, respectivamente.

## Posicionamiento en listas
| Lista (2019)                              | Mejor posición |
| ----------------------------------------- | -------------- |
| Japón (Japan Hot 100)                     | 34             |
| Filipinas (Philippine Hot 100)            | 38             |
| Singapur (RIAS)                           | 11             |
| Corea del Sur (Gaon)                      | 10             |
| Corea del Sur (K-Pop Hot 100)             | 1              |
| Estados Unidos (World Song Digital Sales) | 7              |

| Lista (2019)         | Mejor posición |
| -------------------- | -------------- |
| Corea del Sur (Gaon) | 99             |

## Reconocimientos

### Premios y nominaciones
| Año  | Evento                  | Premio                  | Resultado | Ref.   |
| ---- | ----------------------- | ----------------------- | --------- | ------ |
| 2020 | Gaon Chart Music Awards | Canción del año - julio | Nominado  | [ 21 ] |

### Premios en programas de música
| Programa                     | Fecha                | Ref.   |
| ---------------------------- | -------------------- | ------ |
| Show Champion (MBC Music)    | 7 de agosto de 2019  | [ 22 ] |
| Show Champion (MBC Music)    | 14 de agosto de 2019 | [ 23 ] |
| Show Champion (MBC Music)    | 21 de agosto de 2019 | [ 24 ] |
| M Countdown (Mnet)           | 8 de agosto de 2019  | [ 25 ] |
| M Countdown (Mnet)           | 22 de agosto de 2019 | [ 26 ] |
| Show! Music Core (MBC Music) | 10 de agosto de 2019 | [ 27 ] |
| Show! Music Core (MBC Music) | 17 de agosto de 2019 | [ 28 ] |
| Show! Music Core (MBC Music) | 24 de agosto de 2019 | [ 29 ] |
| Inkigayo (SBS)               | 11 de agosto de 2019 | [ 30 ] |
| Inkigayo (SBS)               | 25 de agosto de 2019 | [ 31 ] |
| Music Bank (KBS)             | 16 de agosto de 2019 | [ 32 ] |
| Music Bank (KBS)             | 23 de agosto de 2019 | [ 33 ] |

### Listas
| Publicación | Lista                                                | Ranking | Ref.   |
| ----------- | ---------------------------------------------------- | ------- | ------ |
| YouTube     | Vídeos musicales más vistos de 2019 en Corea del Sur | 7       | [ 34 ] |

## Historial de lanzamiento
| País  | Fecha               | Formato                    | Sello             | Ref.   |
| ----- | ------------------- | -------------------------- | ----------------- | ------ |
| Mundo | 29 de julio de 2019 | Descarga digital streaming | JYP Entertainment | [ 35 ] |